# وانا موسی خانیان
وانا موسی خانیان (به ارمنی: Վանա Մուսախանյան) بازیکن بسکتبال ارمنی‌تبار اهل ایران است. وی عضو تیم ملی بسکتبال زنان ایران می‌باشد.
وی عضو باشگاه بسکتبال کیاگالری می‌باشد. وی سابقه بازی در باشگاه بسکتبال آرارات تهران را نیز دارد. وی در سال ۱۳۹۱ به همراه تیم دانشگاه آزاد قهرمان یازدهمین دوره لیگ برتر بسکتبال ایران شد.

## افتخارات
در سطح باشگاهی
- قهرمانی لیگ ۱۳۹۳ همراه با آرارات[۳]
- نایب قهرمانی لیگ ۱۳۹۲ همراه با آرارات[۴][۵]